# 天神族
天神族（英語：Celestials）是漫威漫畫裡的神祇種族。為創造出變種人、永恆族、異變族的最大推手。

## 成员

### 天神領導者one above all
力量為所有天神的總和。與高於萬物者同名，但並非同一人。

### 審判者Arishem
六眼的他是昆蟲的祖先，使用一個宇宙公式作為丈量每個星球上的文明是否有繼續繁衍資格的標準。

### 搜索者Eson
具有搜索生命體的能力，他找到的這些生命體擁有被天神改良的潛能。

### 根除者Exitar
體型最大的的天神族。如果法官已經判決了一個種族的滅亡，根除者就會出現，首先開始滅絕被判決滅亡的種族。一旦滅絕完成，為了使其它生物可以在那裏繁衍發展起來他便開始清洗並重建世界。

### 收集者Gammenon
目的是尋找和採集在行星上發現的以供研究的每個生物樣本。

### 测量者Hargen
能力不詳

### 分析者Jemiah
分析每個生物每一方面可能發揮的才能。

### 探索者Oneg
探索行星本身而並非行星上的生物。

### 检驗者Tefral
研究正在審查之中的行星的種族，包括各種高等種族建造的各種物體。

### 测试者Ziran
觀察被選中的種族的各種行為，尤其是他們對天神出現的反應。

## 其他媒體

### 電影
- 漫威電影宇宙
  - 《星際異攻隊2》（2017年），由寇特·羅素飾演[1]。活體星球伊果的設定改為人形的低級天神族和星爵的生父，這一修改使得活體星球伊果變成了低級天神族這個原創種族，連帶使原本的天神組也變成了天神族。
  - 《永恆族》（2021年）
  - 《雷神索爾：愛與雷霆》（2022年）：兩位低級天神族出現於全能城中。天神領導者的雕像出現於永恆神廟中。